# Salvador Ranieri
Salvador Ranieri (Arena, 19 de octubre de 1930; Buenos Aires, 13 de mayo de 2012) fue un compositor, clarinetista y pianista nacido en Italia, nacionalizado argentino.
Nació en Arena, una pequeña localidad de la provincia de Vibo Valentia, en la región de Calabria, en Italia en el seno de una familia de campesinos. Allí comenzó a interesarse por la música y el clarinete, instrumento que tocó en la banda del pueblo cuando tenía diez años de edad. 
A los diecisiete años emigró a Buenos Aires, donde se perfecciona en clarinete con Salvador Carbone, Ruggiero Lavecchia y Cosme Pomarico. Estudia piano con Dora Castro, y composición y canto gregoriano con Juan Francisco Giacobbe.  
Aunque su primera presentación en público en Argentina fue como pianista, su actividad principal como intérprete siempre giró alrededor del clarinete, actuando como primer clarinete en las Orquestas de Avellaneda, Sinfónica del Plata, Orquesta Juvenil de Radio Nacional y la Banda Sinfónica Municipal de la Ciudad de Buenos Aires.
En 1969 ganó por concurso una beca del Instituto Di Tella que le permitió estudiar música electrónica con Francisco Kroepfl. En 1972,  gana una beca del Fondo Nacional de las Artes y el gobierno de Italia para perfeccionarse en ccomposición con Goffredo Petrassi en la Academia Santa Cecilia de Roma. En esa ciudad continuó además estudiando música electrónica y experimental con Domenico Guaccero.

## Principales obras
La actividad de Raneri como compositor se inició ya por 1950, componiendo más de 180 obras musicales de estilo clásico, pero también experimental y con elementos de la música electroacústica. Recibió encargos de destacadas instituciones de la Argentina, tales como la Orquesta Filarmónica de Buenos Aires (PK), la Fundación Teatro Colón (PK), el Conservatorio Provincial Juan José Castro y el Banco Mayo:
- 1957 Danza arcaica
- 1984 Concierto
- 1987 Visiones Recurrentes para cuatro trompas.
- 1990 Presagios para Orquesta de Cuerdas.
- 1990 E Tuo Il Mio Sangue Signore, para canto y orquesta de cuerdas, sobre textos de Salvatore Quasimodo.
- 1994 La Vida Un Enigma, oratorio sobre texto de Daisaku Ikeda, para solistas, recitante, coro y oroquesta.
- 1999  Sonattina, quasi una fantasía

## Premios y distinciones
En 1999 la fundación Konex le otorgó el Diploma al Mérito como Compositor destacándolo como una de las cinco mejores figuras de la música argentina de la década 1989 – 1998.
El 12 de agosto de 2001 su pueblo natal en Italia lo declara Ciudadano Ilustre por su trascendencia internacional como compositor.
Otros galardones:
- 1966 Premio Casa de las Américas (Cuba)
- 1976/1980/1984 Premio Wieniawsky (Polonia)
- 1985 Premio Ciudad de Ibagué (COlombia)
- 1986 Premio Internacional Iberoamericano Cristóbal Colón.[4]